# Ligas Negras de beisebol
As Ligas Negras (em inglês Negro leagues) foram ligas americanas de beisebol profissional compostas predominantemente por afro-americanos e em menor extensão por latino-americanos. O termo pode ser usado amplamente para incluir times profissionais de negros fora das ligas ou em relação às sete ligas que tiveram relativo sucesso com início em 1920 que são algumas vezes designadas como "Negro Major Leagues".
Em 1885 o Cuban Giants formou o primeiro time negro de beisebol profissional. A primeira liga, a National Colored Base Ball League, foi organizada estritamente como uma liga menor mas encerrou as atividades em 1887 depois de apenas duas semanas de existência devido à pouca presença de público. A Negro American League de 1951 é considerada a última temporada de uma destas grandes  ligas e o último clube profissional, o Indianapolis Clowns, operava mais como um espetáculo de humor do que competitivamente de meados da década de 1960 até à década de 1980.

## História

### Era amadora

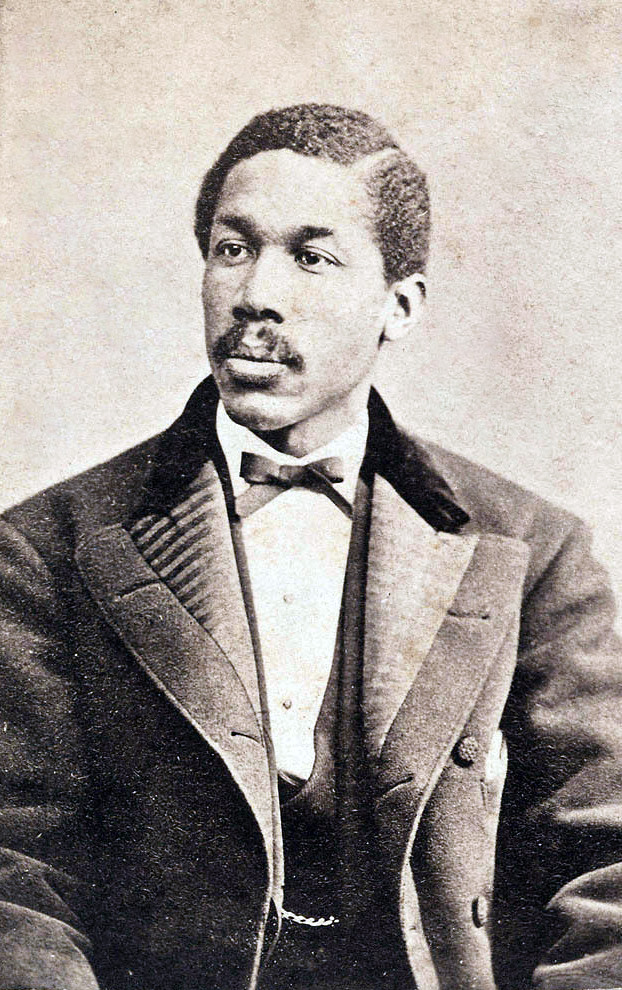
Octavius Catto, um dos pioneiros no beisebol negro.

Como os negros não eram aceitos dentro das grandes ligas nem nas ligas menores do beisebol, estes formaram seus próprios times e pelos idos de 1880 já tinham times profissionais. O primeiro jogo conhecido entre dois times de negros aconteceu em 15 de Novembro de 1859, em Nova Iorque. O Henson Base Ball Club do bairro  Jamaica no Queens bateu o Unknowns de Weeksville no Brooklyn,  54 a 43.
Imediatamente depois do fim da Guerra Civil Americana em 1865 e durante o período de reconstrução que se seguiu, formaram-se equipas de beisebol negras nos estados do Oeste e do Médio Atlântico. Incluindo principalmente ex-soldados e promovido por alguns bem conhecidos oficiais negros, times como o Jamaica Monitor Club, o Albany Bachelors, o Philadelphia Excelsiors e o Chicago Uniques começaram a jogar entre si e com qualquer outro time que poderia jogar contra estes.
No fim dos anos 1860, a meca do beisebol negro era a Filadélfia, que tinha uma população afro-americana de 22.000 pessoas. Dois ex-jogadores de cricket, James H. Francis e Francis Wood, formaram o Pythian Base Ball Club. Eles jogavam em  Camden (Nova Jérsei), na área de desembarque da Federal Street Ferry, pois era muito difícil conseguir permissão para jogos de beisebol entre times negros na cidade. Octavius Catto, o promotor do Pythians, decidiu solicitar a adesão à liga National Association of Base Ball Players, normalmente uma maneira de enviar delegados à sua convenção; além disso, uma formalidade. No fim da temporada de 1867 "a National Association of Baseball Players decidiu em votação excluir qualquer clube com um jogador negro." Em alguns aspectos, a chamada Blackball triunfou sob a segregação racial, com poucos times negros jogando não somente entre eles bem como com equipes brancas também.  "As equipes negras ganhavam boa parte de sua renda jogando com clubes brancos 'semi-profissionais'."

### Beisebol profissional

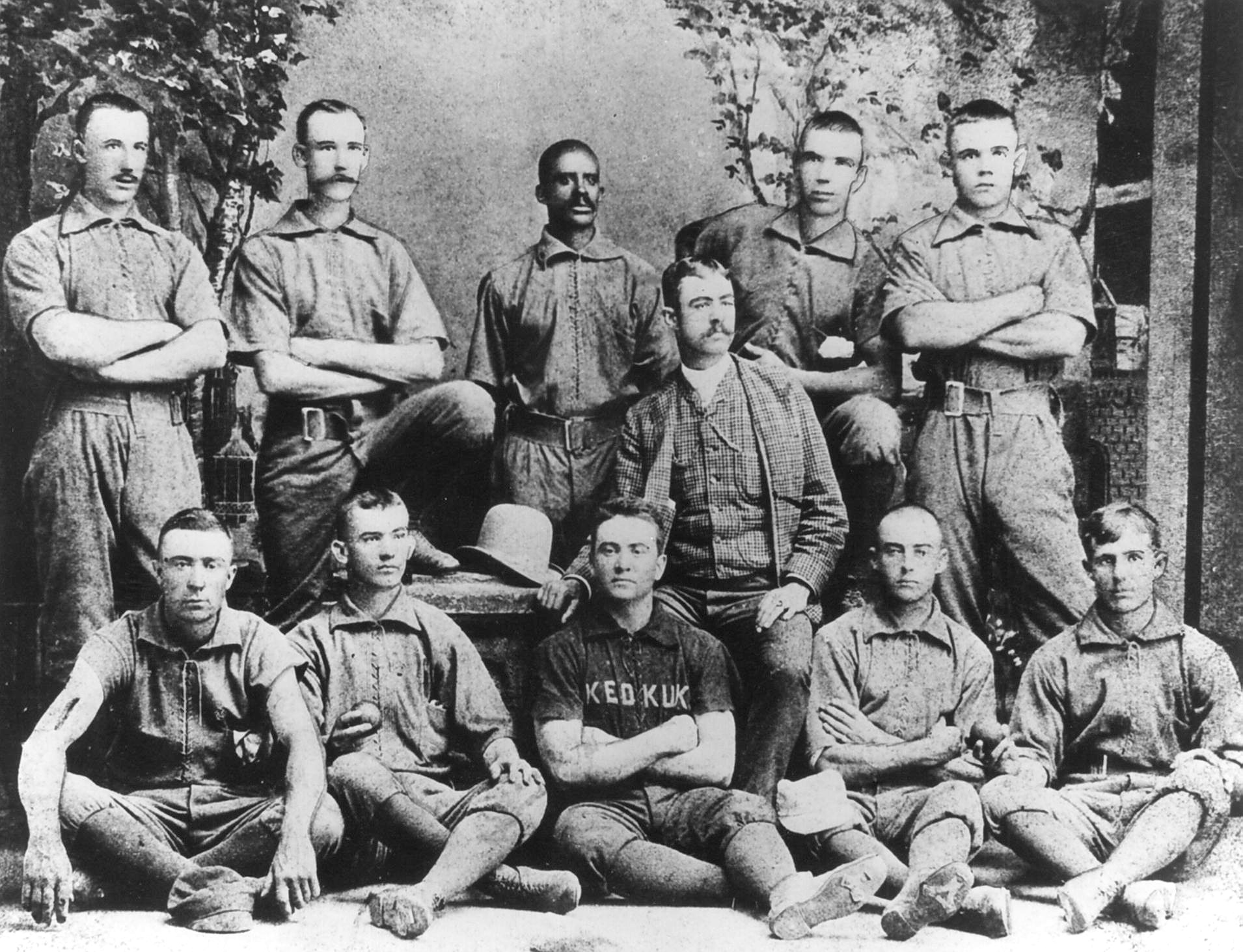
Bud Fowler, o primeiro jogador negro profissional com um de seus times, o Western de Keokuk (Iowa).

O beisebol apresentando jogadores afro-americanos se tornou profissionalizado por volta dos anos 1870. O primeiro jogador negro profissional de beisebol conhecido foi Bud Fowler, que apareceu em alguns jogos com um clube de Chelsea (Massachusetts) em abril de 1878 e então arremessou pelo time de Lynn (Massachusetts) na liga International Association for Professional Base Ball Players.
Moses Fleetwood Walker e seu irmão, Welday Wilberforce Walker, foram os dois primeiros jogadores negros nas grandes ligas. Ambos jogaram pelo Toledo Blue Stockings de 1884 na  Associação Americana. Então em 1886 o segunda-base Frank Grant se juntou ao Buffalo Bisons da International League, a mais forte liga menor e rebateu em média 34%, a terceira mais alta. Diversos outros jogadores negros se juntaram a International League na temporada seguinte, inclindo os arremessadores George Stovey e Robert Higgins, mas 1888 foi a última temporada em que negros foram permitidos nesta ou em qualquer outra liga menor de qualidade.

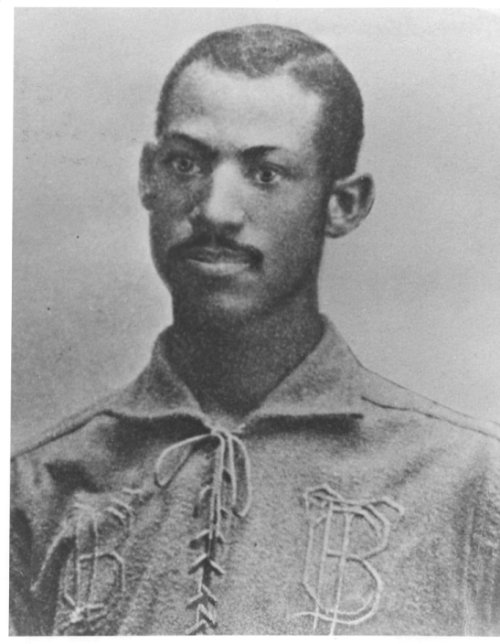
Moses Fleetwood Walker, possivelmente o primeiro jogador afro-americano das grandes ligas

O primeiro clube negro profissional de beisebol nacionalmente conhecido foi fundado em 1885 quando três clubes, o Keystone Athletics de Filadélfia, o Orions de Filadélfia e o Manhattans de Washington, se uniram para formar o Cuban Giants.
O sucesso do Cubans levou a criação da primeira reconhecida "Liga Negra" em 1887 – a National Colored Base Ball League. Foi organizada estritamente como uma liga menor e foi fundada com seis times: Baltimore Lord Baltimores, Boston Resolutes, Louisville Falls Citys, New York Gorhams, Philadelphia Pythians e o Pittsburgh Keystones. Dois clubes se juntaram antes do início da temporada mas nunca jogaram uma partida, o Cincinnati Browns e o Washington Capital Cities. A liga, liderada por Walter S. Brown de   Pittsburgh, se candidatou e foi concedido status de liga menor oficial e portanto sob a "proteção" da Minor League Baseball. Esta ação impediu qualquer equipe do beisebol organizado de assinar com qualquer um dos jogadores NCBBL, o que também manteve os jogadores dentro de seus times na liga. A cláusula de reserva teria mantido os jogadores em seus clubes de temporada em temporada mas fracassou. Um mês após o início da temporada, o Resolutes fechou. Uma semana depois, apenas três times restavam.
Por causa da popularidade do Cuban Giants e do sucesso financeiro, muitos times com nomes parecidos vieram a existir — incluindo o Cuban X-Giants, um potência por volta de 1900; o Genuine Cuban Giants, novo nome do Cuban Giants, o Columbia Giants, o Brooklyn Royal Giants, e muitos outros. Os primeiros times com nomes "Cuban" eram todos compostos muito mais de afro-americanos do que cubanos; o propósito era aumentar a aceitação entre os clientes brancos pois Cuba estava entre os termos amigáveis dentro dos EUA naqueles anos. Em 1899 diversos times de Cuba jogaram na América do Norte, incluindo o All Cubans, o Cuban Stars (West), o Cuban Stars (East) e o New York Cubans. Alguns destes incluíam jogadores brancos cubanos e alguns eram membros das Ligas Negras.
Os poucos jogadores nas ligas menores brancas estavam constantemente sofrendo abusos verbais e físicos tanto de competidores como de fãs. Então o  Compromisso de 1877 removeu os obstáculos remanescentes da chamada leis Jim Crow. Para piorar, em 14 de Julho de 1887, o jogador Cap Anson do Chicago White Stockings foi escalado para enfrentar o Newark Giants da International League, que tinha entre seus jogadores Fleet Walker e George Stovey. Após Anson entrar marchando com seu time para dentro de campo no estilo militar como era de seu costume, ele exigiu que os negros não jogassem. Newark aceitou e mais tarde no mesmo dia, os proprietários da International League votaram em favor de se recusar a contratar futuramente jogadores negros, citando os "perigos" impostos por tais atletas
Em 1888, a Middle States League foi formada e admitia dois times com todos jogadores negros em sua liga com times todos brancos, o Cuban Giants e seu arqui-rival, o New York Gorhams. Apesar da animosidade entre os dois clubes, conseguiram formar uma equipe itinerante, o Colored All Americans. Isto os permitiu ganhar dinheiro ao cumprir suas obrigações na liga. Em 1890, o Giants retornou à independência e por volta de 1892, era o único time negro no Oeste ainda em operação em tempo integral.

### Frank Leland

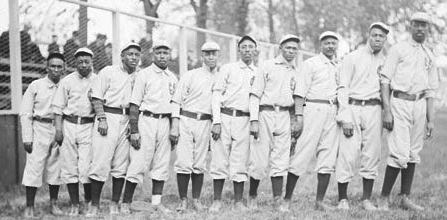
Chicago Union Giants em 1905.

Também em 1888, Frank Leland conseguiu alguns homens de negócio negros de Chicago para patrocinar seu clube amador, o Union Base Ball Club. Através do governo da cidade de Chicago, Leland obteve permissão e concessão de jogar no South Side Park, uma instalação com 5000 assentos. Eventualmente seu time se tornou profissional e se tornou o Chicago Unions.
Após sua passagem pelo Gorhams, Bud Fowler se transferiu para um time de Findlay (Ohio). Enquanto seu time estava jogando em Adrian (Michigan), Fowler foi convencido por dois empresários brancos, L. W. Hoch e Rolla Taylor à ajudá-los a começar uma equipe financiada pela Page Woven Wire Fence Company, o Page Fence Giants. O Page Fence Giants se tornou um time forte mas sem campo de jogo. Jogavam por todo centro-oeste. Seu sucesso se tornou um protótipo do beisebol negro pelos anos seguintes.
Após a temporada de 1898, o Page Fence Giants foram forçados a fechar devido suas finanças. Alvin H. Garrett, um homem negro de negócios em  Chicago  e John W. Patterson, o campista esquerdo do Page Fence Giants, reformaram o time agora sob o nome de Columbia Giants. Em 1901 o Giants fechou devido a falta de local para jogo. Leland comprou o Giants em 1905 e o fundiu com o Unions (apesar do fato de que nenhum jogador do Giant entrou na lista de jogadores) e então o renomeou para Leland Giants.

### Rube Foster

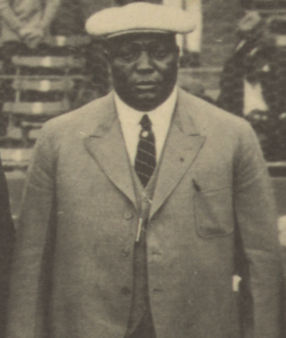
Foster na Colored World Series de 1924.

O Philadelphia Giants de propriedade de Walter Schlichter, um empresário branco, ganhou destaque em 1903 quando perdeu para o Cuban X-Giants na versão do "Colored Championship". Liderando o Cubans estava um jovem arremessador por nome Andrew "Rube" Foster. Na temporada seguinte, Schlichter, na melhor tradição "blackball", contratou Foster do Cubans e ganhou deles na revanche de 1904. O Philadelphia permaneceu no topo do beisebol negro até Foster deixar o time em 1907 para jogar e ser o técnico do Leland Giants (Frank Leland renomeou seu  Chicago Union Giants para Leland Giants em 1905).
Por volta da mesma época, Nat Strong, um homem de negócios branco, usando sua influência por ser dono de campos de beisebol na área de Nova Iorque se tornou o promotor líder do beisebol negro na Costa Leste. Em quase toda partida jogada em Nova Iorque, Strong tinha algum lucro. Strong eventualmente usou sua influência para quase colocar o Brooklyn Royal Giants fora dos negócios, então comprou o time e o tornou itinerante.
Quando Foster se juntou ao Leland Giants, ele exigiu ser não só o responsável pelas atividades em campo como também das reservas. Foster imediatamente tornou o Giants no time a ser batido. Doutrinou os jogadores a conseguir rebatidas extrabases, a rebater e correr em quase todo arremesso e causar o máximo de arremessos possíveis ao arremessador adversário. Estudou a mecânica de seus arremessadores e poderia apontar a menor falha, os tornando de arremessadores médios em artistas. Foster também foi o responsável pela virada nos negócios do time, exigindo e conseguindo 40% da bilheteria ao invés dos 10% que Leland estava conseguindo.
No fim de 1909, Foster exigiu que Leland desse um passo atrás em todas as operações de beisebol ou ele (Foster) sairia do clube. Quando Leland não desistiu do controle total, Foster desistiu e, em uma acalorada batalha na corte, conseguiu manter os direitos do nome Leland Giants. Leland levou os jogadores e iniciou um novo time chamado Chicago Giants, enquanto Foster levou o Leland Giants e começou a invadir o território de Nat Strong.
No início de 1910, Foster iniciou conversações no sentido de reviver o conceito de uma liga toda negra. A única insistência era que os times negros fossem pertencentes a homens negros. Isto o colocou em competição direta com Strong. Após 1910, Foster rebatizou seu time para Chicago American Giants para conseguir apelo à uma base maior de fâs. Durante o mesmo ano, J. L. Wilkinson começou o time itinerante All Nations. O time do All Nations afinal se tornaria um dos mais conhecidos times das Ligas Negras, o Kansas City Monarchs.
Em 6 de Abril de 1917, os Estados Unidos entraram na Primeira Guerra Mundial. A mão-de-obra era necessária nas instalações da defesa e a indústria acelerou a migração de negros do Sul para o Norte. Isto significava uma maior e mais afluente base de fãs com mais dinheiro para gastar. No fim da guerra em 1919, Foster estava novamente pronto para iniciar uma Liga Negra de beisebol.
Em 13 e 14 de Fevereiro de 1920, conversas eram mantidas entre  Kansas City que tinha estabelecido a primeira Negro National League e o orgão regulador da National Association of Colored Professional Base Ball Clubs. A liga foi inicialmente composta de oito times:  Chicago American Giants, Chicago Giants, Cuban Stars, Dayton Marcos, Detroit Stars, Indianapolis ABC's, Kansas City Monarchs e   St. Louis Giants. Foster foi nomeado presidente da liga e controlava cada aspecto da liga, incluindo quais jogadores atuavam em quais times, quando os times jogavam e quais equipamentos eram usados (todos tinham que ser comprados de Foster). Foster, como agente da liga, levava cinco porcento de todas as receitas de bilheterias.

### Era de ouro
Em 2 de Maio de 1920, o Indianapolis ABCs bateu o Chicago American Giants (4–2) na primeira partida jogada da temporada inaugural da Negro National League, acontecida no Washington Park em Indianápolis. Mas devido aos Distúrbios raciais de Chicago de 1919, a Guarda Nacional ainda ocupava o campo do Giants, o Schorling's Park (antigamente South Side Park). Isto forçou Foster cancelar todas as partidas em casa do Giants por quase um mês e ameaçava se tornar um enorme constragimento para a liga. Em 2 de Março de 1920 a Negro Southern League foi fundada em  Atlanta, Georgia. Em 1921, a Negro Southern League se juntou à National Association of Colored Professional Base Ball Clubs de Foster. Como membro pagante da associação, recebeu a mesma proteção contra grupos rebeldes como qualquer time da Negro National League.
Foster então contratou John Connors do Atlantic City Bacharach Giants como membro associado para invadir ainda mais o território de Nat Strong.  Connors, querendo devolver o favor de ajudá-lo contra Strong, fez uma incursão no time de Ed Bolden, o Hilldale Daisies. Bolden não teve outra  escolha a não ser se juntar ao inimigo de Foster, Nat Strong. Poucos dias depois de pedir uma trégua a Strong, Bolden deu meia-volta e se inscreveu como membro associado da Negro National League de Foster.
Em 16 de Dezembro de 1922, Bolden mais uma vez trocou de lado e, com Strong, formou a Eastern Colored League como uma alternativa a Negro National League de Foster, que começou com seis times: Atlantic City Bacharach Giants, Baltimore Black Sox, Brooklyn Royal Giants, New York Cuban Stars, Hilldale e New York Lincoln Giants. A Liga Nacional estava tendo problemas em manter continuidade entre suas franquias: três times fecharam e tiveram de ser substituídos após a temporada de 1921, outros dois após a temporada de 1922 e mais dois após a temporada de 1923. Foster substitui os times extintos, algumas vezes promovendo times inteiros da Negro Southern League para a NNL. Finalmente Foster e Bolden marcaram um encontro e concordaram em realizar uma Negro League World Series anual começando em 1924 com a Colored World Series.

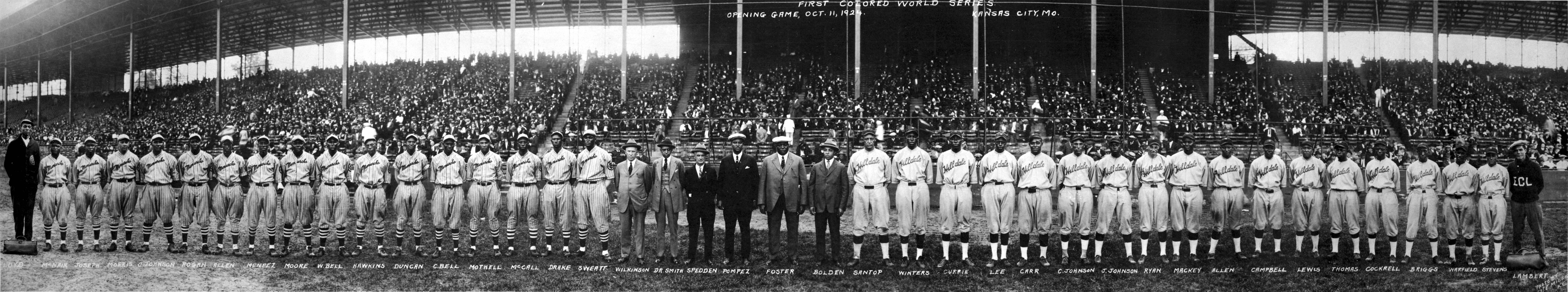
O Kansas City Monarchs e o Hilldale Club alinhados para a Colored World Series de 1924.

O ano de 1925 viu o St. Louis Stars se tornar uma potência na Negro National League. Terminaram em segundo lugar durante a segunda parte da temporada devido em parte ao seu arremessador que acabou se tornando campista central, Cool Papa Bell, e seu interbases, Willie Wells. Um vazamento de gás em sua casa quase asfixiou Rube Foster em 1926, e seu crescente comportamento errático o levaram a ser internado em um asilo um ano mais tarde. Enquanto Foster perdia importância, os proprietários da National League elegeram William C. Hueston como novo presidente da liga. Em  1927, Ed Bolden sofreu um destino similar ao de Foster, também sendo internado em um hospital pois a pressão era muito grande. A Eastern League fechou logo depois, marcando o fim da Negro League World Series entre a NNL e a ECL.
Após o fechamento da Eastern League depois da temporada de 1927, uma nova liga oriental, a American Negro League, foi formada para substituí-la. A composição da nova ANL foi quase a mesma da Eastern League, exceção ao Homestead Grays que entrou no lugar do extinto Brooklyn Royal Giants. A  ANL durou apenas uma temporada. Em face de tempos econômicos mais difíceis, a Negro National League fechou após a temporada de 1931. Alguns de seus times se juntaram à única Liga Negra restante, a Negro Southern League.
Em 26 de Março de 1932 o jornal Chicago Defender anunciou o fim da Negro National League.

### Satchel Paige, Josh Gibson e Gus Greenlee
A Negro league baseball parecia estar em seu nível mais baixo e prestes a desaparecer da história, então apareceu Cumberland Posey e seu  Homestead Grays. Posey, Charlie Walker, John Roesnik, George Rossiter, John Drew, Lloyd Thompson e L.R. Williams se juntaram em Janeiro de 1932 e fundaram a East-West League. Oito cidades foram inclusas na nova liga: "Pittsburgh, Filadélphia, Detroit, Baltimore, Cleveland, Newark, Nova Iórque e Washington, D.C.". Por volta de Maio de 1932, o Detroit Wolves estavam prestes a entrar em falência e, ao invés de deixar o time ir, Posey continuou investindo mais dinheiro nele, Por volta de Junho o Wolves tinha se desintegrado e o restante dos times, exceto o  Grays, estavam além de uma simples ajuda e Posey teve que que encerrar a liga.
Gus Greenlee, um renomado gângster e apostador na jogatina ilegal chamada "Numbers game", tinha acabado de comprar o Pittsburgh Crawfords. O principal interesse de Greenlee em beisebol era usá-lo como uma maneira de  lavar o dinheiro ganho do "Numbers game". Mas depois de aprender sobre a máquina de fazer dinheiro de Posey em  Homestead, ele se tornou obcecado com o esporte e seu Crawfords. Em 6 de Agosto de 1931, Satchel Paige fez sua primeira aparição como jogador do Crawford. Com Paige em seu time, Greenlee investiu  $100.000 em um novo campo chamado Greenlee Field, um negócio de alto risco. No dia de abertura, 30 de Abril de 1932, a dupla arremessador-receptor era composta de dois dos maiores ícones de todo a história do beisebol negro: Satchel Paige e Josh Gibson.
Em 1933, Greenlee, aproveitando a popularidade do Crawfords, se tornou o próximo a tentar uma Negro league. Em Fevereiro de 1933, Greenlee e delegados de seis outros times se encontraram no Crawford Grill de propriedade de GreeLee, para ratificar a constituição da National Organization of Professional Baseball Clubs. O nome da nova liga era o mesmo da antiga  Negro National League que tinha debandado um ano antes em 1932. Os membros da nova liga eram Pittsburgh Crawfords, Columbus Blue Birds, Indianapolis ABCs, Baltimore Black Sox, Brooklyn Royal Giants, Cole's American Giants (antigamente o Chicago American Giants) e Nashville Elite Giants. Greenlee também surgiu com a ideia de copiar o Jogo das Estrelas da Major League Baseball, exceto, ao contrário do método da grande liga em que cronistas esportivos escolhem os jogadores e o fâs votam nos participantes. O primeiro jogo, conhecido como East-West All-Star Game, aconteceu em 10 de Setembro de 1933  no Comiskey Park em Chicago ante uma plateia de 20.000 pagantes.

### Segunda Guerra Mundial
Com o ataque a Pearl Harbor em 7 de Dezembro de 1941, Os Estados Unidos foram empurrados para dentro da Segunda Guerra Mundial. Lembrando da Primeira Guerra Mundial, a América negra jurou que não iria ser excluído dos efeitos benéficos de um grande esforço de guerra: boom econômico e unificação social.
Assim como as grandes ligas, as Ligas Negras viram muitas de suas estrelas perderem uma ou mais temporadas enquanto lutavam na guerra. Enquanto muitos jogadores acima de 30 anos eram considerados "muito velhos" para o serviço, Monte Irvin, Larry Doby e Leon Day do Newark; Ford Smith, Hank Thompson, Joe Greene, Willard Brown e Buck O'Neil do Kansas City Monarchs; Lyman Bostock, Sr. do  Birmingham Black Barons; e Lick Carlisle e Howard Easterling do Homestead Grays todos serviram. Milhões de americanos negros estavam trabalhando na indústria de guerra e, ganhando um bom dinheiro, lotavam os jogos da liga em todas cidades. Os negócios iam tão bem que o promotor Abe Saperstein (famoso pelo Harlem Globetrotters) iniciou um novo circuito, a Negro Midwest League, uma liga menor similar à Negro Southern League. A Negro World Series foi revivida em 1942, desta vez colocando os vencedores da  Negro National League e a liga do centro-oeste Negro American League. Continuou até 1948 com a NNL vencendo quatro campeonatos e a NAL três.
Em 1946, Saperstein fez parceria com Jesse Owens para formar outra Liga Negra, a West Coast Baseball Association (WCBA); Saperstein era o presidente da liga e Owens o vice-presidente e proprietário do Portland Rosebuds. A WCBA se desfez depois de apenas dois meses.

### Era da integração

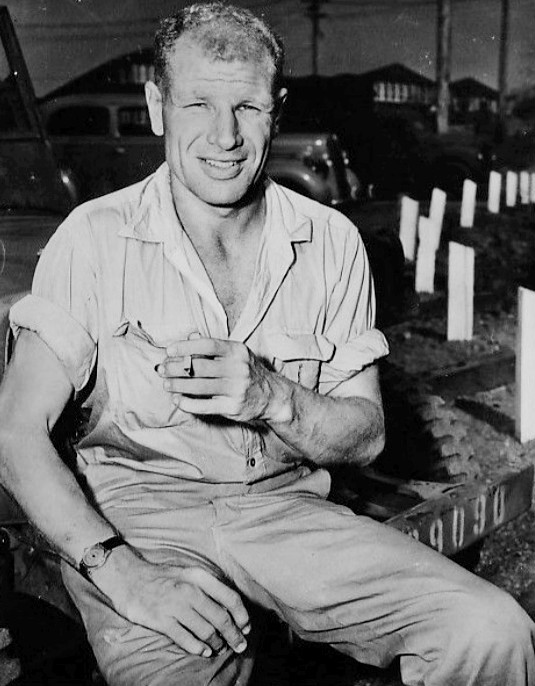
Veeck em 1944 enquanto se recuperava de seus ferimentos da Segunda Guerra Mundial.

Kenesaw Mountain Landis, o primeiro comissário da Major League Baseball, foi um oponente irascível de integração das Ligas Negras com as grandes ligas brancas. Durante seu mandato de 25 anos, bloqueou todas as tentativas de integração no jogo. Uma estória popular diz que em 1943, Bill Veeck planejava comprar o moribundo Philadelphia Phillies e enche-lo com as estrelas das Ligas Negras. Supostamente, quando Landis e o presidente da Liga Nacional, Ford Frick souberam dos planos de Veeck, eles o sabotaram e manobraram para que o Phillies fosse comprado por William B. Cox. Entretanto, a estória é, sem dúvida, falsa, baseado nos relatos da imprensa da época; particularmente, a imprensa negra da Filadélfia não mencionou nada sobre uma possível compra de Veeck.
Após a morte de Landis em 1944, Happy Chandler foi nomeado seu sucessor. Chandler estava aberto a integração no jogo, mesmo com o risco de perder seu emprego como comissário. Mais tarde, em sua biografia, ele afirmou que não poderia, em boa consciência, dizer aos jogadores negros que eles não poderiam jogar beisebol com brancos sendo que eles lutaram por seu país.
Em Março de 1945, as grandes ligas brancas criaram o Major League Committee on Baseball Integration (ou Comitê da Major League Para a Integração no Beisebol). Seus membros incluíam Joseph P. Rainey, Larry MacPhail e Branch Rickey. Por causa de MacPhail, que era um franco crítico da integração, a causa ficou travada e o comitê, na verdade, nunca teve um encontro sequer. Sob o pretexto de iniciar uma liga toda negra, Rickey enviou olheiros por todo o Estados Unidos, México e Porto Rico, procurando pelo candidato perfeito para quebrar a "linha da cor". Sua lista foi finalmente reduzida a três Roy Campanella, Don Newcombe e Jackie Robinson.
Em 28 de Agosto de 1945, Jackie Robinson se encontrou com Rickey em Brooklyn, onde Rickey preparou um "teste" para Robinson, o repreendendo e gritando epítetos racistas que Robinson ouviria em um dia de jogo nas ligas brancas. Tendo passado no teste, Robinson assinou o contrato que estipulava que, de agora em diante, Robinson não tinha "obrigações morais ou por escrito" com qualquer outro clube. Pela inclusão desta cláusula, foi estabelecido um precedente que iria demolir as Ligas Negras como empresa comercial funcional.
Para enganar a imprensa e manter suas intenções ocultas, Rickey se envolveu fortemente na mais recente incursão de Greenlee no beisebol negro, a Liga dos Estados Unidos. Greenlee iniciou a liga em 1945 como uma maneira de voltar atrás em relação aos proprietários dos times da Negro National League por botá-lo para fora. Rickey viu a oportunidade como um jeito de convencer as pessoas que eles estava interessado em "limpar" as o beisebol negro e não "integrá-lo". No meio do verão de 1945, Rickey, quase pronto com seu plano, pulou fora da liga. A liga fechou após o fim da temporada de 1946.
Pressionado por grupos de direitos civis, o Fair Employment Practices Act passou para o New York State Legislature em 1945. Seguiu-se o chamado Quinn-Ives Act que proibia a discriminação na contratação. Ao mesmo tempo, o prefeito de Nova Iorque, Fiorello La Guardia, formou uma "Comissão da Prefeitura sobre o Beisebol" para estudar a integração das grandes ligas. Tudo isto levou Rickey anunciar a contratação de Robinson muito mais cedo do que ele gostaria. Em 23 de Outubro de 1945, o presidente do Montreal Royals, Hector Racine, anunciou: "Estamos contratando este garoto."
No começo de 1946, Rickey contratou mais jogadores negros, Campanella, Newcombe, John Wright e Roy Partlow, desta vez com muito menos fanfarra. Depois da integração das grandes ligas em 1947, marcada pelo aparecimento de Jackie Robinson com o Brooklyn Dodgers naquele mês de Abril, o interesse nas Ligas Negras diminuiu. Jogadores negros que eram considerados "prováveis" (em inglês prospects) assinaram com times das grandes ligas, muitas vezes sem levar em conta quaisquer contratos que possam ter sido assinados com clubes das Ligas Negras. Os proprietários das Ligas Negras que reclamavam desta prática estavam  sem expectativas de vencer: eles poderiam não defender seus próprios interesses sem parecer interferir com a ida dos jogadores para as grandes ligas. Por volta de 1948, o Dodgers, juntamente com o Cleveland Indians de Veeck foi integrado.
As Ligas Negras também "integraram" por volta da mesma época, e Eddie Klep se tornou o primeiro branco a jogar pelo Cleveland Buckeyes durante a temporada de 1946.
Estas mudanças vieram, apesar da forte oposição dos proprietários; Rickey era o único dos 16 proprietários que apoiavam a integração no esporte em Janeiro de 1947. A decisão de Chandler de rejeitar os negros pode ter sido um fator em sua expulsão em 1951 em favor de Ford Frick.

### Fim das Ligas Negras
Algumas propostas surgiram para trazer as Ligas Negras para dentro do "beisebol organizado" como ligas em desenvolvimento para jogadores negros, mas estas foram reconhecidas como contrárias ao objetivo de integração total. E as Ligas Negras, que por um tempo foi o maior e mais próspero empreendimento comercial de propriedade de negros, foi fadada a cair no esquecimento.
Primeiramente uns poucos e então uma enxurrada de jogadores assinaram com times da Major League Baseball. A maioria assinou contratos com times das ligas menores e muitos definharam, indo de uma liga para outra apesar de seu sucesso naquele nível do esporte. Mas estavam no "beisebol organizado", a parte da indústria organizada pelas grandes ligas.
A Negro National League fechou após a temporada de 1948 quando o Grays retirou-se para se tornar um time itinerante, o Eagles se mudou para Houston, Texas e o fechamento do New York Black Yankees. O Grays fechou um ano mais tarde após perder $30.000 dólares durante as excursões. Então a Negro American League era a única "grande" Liga Negra operando em 1949. Em dois anos foi reduzida ao calibre de uma liga menor e jogou sua última partida em  1958.
O último Jogo das Estrelas aconteceu em 1962 e por volta de 1966 o Indianapolis Clowns foi o último time das Ligas Negras que ainda se apresentava. O Clowns continuou a atuar em jogos de exibição até os anos 1980, mas muito mais como um show de humor do que como equipe competitiva.

## Grandes ligas negras
Enquanto ligas organizadas eram comuns no beisebol negro, houve apenas ligas que são consideradas de alta qualidade na época de sua existência. Não houve nenhuma antes de 1920 e por volta de 1950, devido à integração, caíram em declínio. Embora os times eram membros da liga, a maioria continuava a ser equipes itinerantes e jogar com times locais e semi-profissionais não ligados a nenhuma liga. Estes jogos, que algumas vezes se aproximavam de 100 por temporada, não contavam na classificação oficial nem nas estatísticas. Entretanto, alguns times eram considerados times "associados" e jogos contra estes ainda contavam, mas um time associado não tinha classificação nas ligas oficiais.
- Negro National League (I), 1920–1931.
- Eastern Colored League, 1923–1928.
- American Negro League, 1929; foi criada a partir de alguns times da ECL mas durou apenas uma temporada.
- East-West League, 1932; cessou as operações no meio da primeira temporada.
- Negro Southern League, 1932; incorporou alguns times da NNL(I) e funcionou por um ano como uma grande liga; foi uma liga menor que funcionou de 1920 até os anos 1940.
- Negro National League (II), 1933–1948.
- Negro American League, 1937–1960 mais ou menos; depois de 1950, seus times operaram como times itinerantes, mas historiadores tiveram tempos difíceis decidindo quando a liga realmente chegou ao fim.

### Colored e Negro World Series
Os campeões da NNL(I) e da ECL se enfrentaram em uma World Series, normalmente referida como a "Colored World Series", de 1924 a 1927.
A NNL(II) e a NAL também se enfrentaram em uma World Series, normalmente referida como "Negro World Series" de 1942 a 1948.

### Ligas negras menores
As primeiras ligas profissionais não podem ser chamadas de grande ou menor. Até ao século XX, nenhuma completou nem mesmo meio ano da temporada planejada.
- Southern League of Colored Base Ballists, 1886.
- National Colored Baseball League, 1887.
- International League of Independent Professional Base Ball Clubs, 1906.
- National Association of Colored Baseball Clubs of the United States and Cuba, 1907–1909.

Finalmente, alguns times foram capazes de sobreviver e até mesmo lucrar com jogos itinerantes em cidades pequenas com times locais e semi-profissionais bem como em jogos da liga.
As primeiras Ligas Negras não eram capazes de atrair e manter grandes talentos devido às dificuldades financeiras, logística e contratuais. Alguns times deste início nunca se juntaram a uma liga e portanto poderiam obter lucros maiores independentemente. As primeiras ligas eram especificamente estruturadas como ligas menores. Com a integração no beisebol organizado, que se inciou em 1946, todas as ligas simplesmente perderam os jogadores de elites para as ligas brancas e historiadores não consideram nenhuma liga negra após 1950.
Ao menos dez ligas pós-1900 da Major League Baseball são reconhecidas como ligas negras menores:
- Southern Negro League, 1921.
- Denver City League, 1930.
- Texas-Louisiana League, 1931.
- Texas Negro League, 1924–1931.
- Texas-Oklahoma Negro League, 1933–1935.
- Negro Major Baseball League Of America, 1942.
- Negro Southern League, 1920–1945 (grande em 1932)†
- West Coast Baseball League, 1946.
- United States Baseball League, 1945–1946.
- Baseball Association Of America, 1949.
- Negro American League, 1951–1960 (antigamente uma grande)‡

† A Negro Southern League foi considerada de uma grande liga em 1932 pois era a única liga a ter um calendário completo para uma temporada e muitos jogadores (e poucos times) da Negro National League original jogavam lá. Uma nova Negro National League foi estabelecida nas grandes cidades em 1933, atraindo os jogadores e times de elite da NSL.
‡ A Negro American League é considerada uma grande liga de 1937 até que a integração reduziu a qualidade do jogo por volta de 1950. A Biographical Encyclopedia de Riley traça a linha entre 1950 e 1951.

## As Ligas Negras e o Hall of Fame
Em seu discurso de posse no National Baseball Hall of Fame and Museum em 1966, Ted Williams feito um forte apelo para a inclusão de estrelas das Ligas Negras ao Hall. Depois da publicação do importante livro Only the Ball was White (Apenas a Bola era Branca) de Robert W. Peterson em 1970, o Hall of Fame se encontrou sob renovada pressão para encontrar uma maneira de honrar os jogadores das Ligas Negras que estariam no Hall of Fame caso não tivessem sido barrados nas grandes ligas devido a cor de sua pele.
Em um primeiro momento, o Hall of Fame planejava uma exibição "separados mas iguais", que seria similar ao prêmio Ford C. Frick Award para os comentaristas de beisebol, em que os homenageados das Ligas Negras não seriam considerados membros do Hall of Fame. Este plano foi criticado pela imprensa, fãs e os jogadores que se pretendia honrar; o próprio Satchel Paige insistiu que ele não aceitaria menos do que a posse com direitos plenos no  Hall of Fame. O Hall cedeu e concordou em admitir jogadores das Ligas Negras com direitos iguais aos da Major League em 1971. Um comitê especial das Ligas Negras selecionou Satchel Paige em 1971, seguido por (em ordem alfabética) Cool Papa Bell, Oscar Charleston, Martín Dihigo, Josh Gibson, Monte Irvin, Judy Johnson, Buck Leonard e John Henry Lloyd. (Dos nove, apenas Irvin e Paige passaram algum tempo nas grandes ligas.) O Comitê de Veteranos mais tarde selecionou Ray Dandridge bem como escolheu Rube Foster baseado em seus serviços meritórios.
Outros membros do Hall que jogaram em ambas ligas Negras e Major League Baseball são Hank Aaron, Ernie Banks, Roy Campanella, Larry Doby, Willie Mays e Jackie Robinson. Exceto por Doby, sua atuação nas Ligas Negras foi um fator menor em sua seleção: Aaron, Banks e Mays jogaram nas Ligas Negras apenas brevemente e após o declínio destas ligas com a migração de muitos jogadores negros para as ligas menores já integradas; Campanella (1969) e Robinson (1962) foram selecionados antes do Hall of Fame considerar a performance nas Ligas Negras.
De 1995 até 2001, o Hall fez um esforço renovado para honrar luminares das Ligas Negras em cada ano. Houve sete escolhas: Leon Day,  Bill Foster, Bullet Rogan, Hilton Smith, Turkey Stearnes, Willie Wells e Smokey Joe Williams.
Em Fevereiro de 2006, um comitê de doze historiadores do beisebol elegeram mais 17 pessoas do beisebol negro para National Baseball Hall of Fame, doze jogadores e cinco executivos.
Jogadores das Ligas Negras (7)Ray Brown; Willard Brown; Andy Cooper; Biz Mackey; Mule Suttles; Cristóbal Torriente; Jud Wilson
Jogadores pré-Ligas Negras (5)Frank Grant; Pete Hill; José Méndez; Louis Santop; Ben Taylor
Executivos das Ligas Negras (4)Effa Manley; Alex Pompez; Cum Posey; J. L. Wilkinson
Executivo, técnico, jogador e historiador pré-Ligas Negras (1)Sol White
Effa Manley, co-proprietária (com seu marido Abe Manley) e gerente de negócios do clube Newark Eagles (Nova Jérsei) da Negro National League, é a primeira mulher eleita para o Baseball Hall of Fame.
O comitê reviu as carreiras de 29 candidatos das Ligas Negras e 10 pré-Ligas Negras. A lista de 39 tinha sido enxugada de uma lista de 94 candidatos por um comitê de triagem com cinco membros em Novembro de 2005. O comitê de votação foi presidido por Fay Vincent, oitavo comissário da Major League Baseball e diretor honorário do National Baseball Hall of Fame and Museum.

## Últimos membros das Ligas Negras
Hank Aaron foi o último membro das Ligas Negras a manter uma posição regular na Major League Baseball.
Minnie Miñoso foi o último jogados das Ligas Negras a jogar em uma partida da Major League quando apareceu em dois jogos pelo Chicago White Sox em   1980.
Buck O'Neil foi o mais recente antigo jogador das Ligas Negras a aparecer em um jogo profissional quando fez duas aparições (um por cada equipe) no Jogo das Estrelas da Northern League em 2006.

## Draft da Major League de 2008
Em 5 de Junho de 2008, a Major League Baseball realizou um projeto especial dos jogadores vivos das Ligas Negras para reconhecer e retificar sua exclusão das principais ligas com base na raça. A ideia do draft especial foi concebida pelo membro do Hall of Fame Dave Winfield. Cada time da MLB escolheu um jogador das Ligas Negras. Bobo Henderson, Joe B. Scott, Mule Miles, Lefty Bell, James "Red" Moore, Mack "The Knife" Pride e Charley Pride (que teve uma carreira lendária na música country) estavam entre os jogadores selecionados. Também escolhido pelo New York Yankees, estava Emilio Navarro, que, aos 102 anos de idade na época do draft, se acreditava ser o jogador vivo mais velho do beisebol negro profissional.

## Museu
O Negro Leagues Baseball Museum está localizado na famosa  18th and Vine District em  Kansas City, Missouri.

### Reconhecimento em selo postal
Em 17 de Julho de 2010, o  Serviço Postal dos Estados Unidos lançou um  selo de 44 centavos  comemorativo em honra a todos os jogadores negros profissionais que atuaram de 1920 até 1960. Os selos foram originalmente lançados no  Negro Leagues Baseball Museum, durante as celebrações do vigésimo aniversário do museu. Um dos selos retrata Rube Foster.

### Histórias e enciclopédias
- Carroll, Brian (2007). When to Stop the Cheering?: The Black Press, the Black Community, and the Integration of Professional Baseball. Col: Studies in African American history and culture. New York: Routledge. p. 271. ISBN 978-0-415-97938-2
- Clark, Dick; Lester, Larry; Society for American Baseball Research; Negro Leagues Committee (1994).  Clark, Dick; Lester, Larry, eds. The Negro Leagues Book illustrated ed. Cleveland, Ohio: Society for American Baseball Research. p. 382. ISBN 0-7867-0959-6
- Dixon, Phil S. The Negro Baseball Leagues: A Photographic History, 1867–1955. [S.l.]: Amereon House 1992 winner of CASEY Award for best baseball book.
- Dixon, Phil S. The Monarchs 1920–1938 Featuring Wilber "Bullet" Rogan The Greatest Ballplayer in Cooperstown. [S.l.]: Mariah Press
- Heaphy, Leslie (2003). The Negro Leagues, 1869–1960 illustrated ed. Jefferson, North Carolina: McFarland & Company. p. 375. ISBN 978-0-7864-1380-5
- Nelson, Kadir (2008). We Are the Ship: The Story of Negro League Baseball. [S.l.]: Jump at the Sun/Hyperion 2008 winner of CASEY Award for best baseball book.
- Peterson, Robert (1992) [First published 1970]. Only the Ball Was White: A History of Legendary Black Players and All-Black Professional Teams reprint, illustrated ed. New York: Oxford University Press. p. 406. ISBN 0-19-507637-0
- White, Sol; Malloy, Jerry (1995) [First published 1907 as Sol. White's Official Base Ball Guide]. Sol White's History of Colored Base Ball, with Other Documents on the Early Black Game, 1886–1936. Compiled and introduced by Jerry Malloy Revised ed. [S.l.]: University of Nebraska Press. p. 187. ISBN 0-8032-9783-1

### Biografias e autobiografias
- Josh Gibson: The Power and the Darkness. Mark Ribowsky. Biography.
- Josh and Satch by John Holway. ISBN 0-88184-817-4.
- Don't Look Back: Satchel Paige in the Shadows of the Game. Mark Ribowsky. Biography.
- Maybe I'll Pitch Forever by Satchel Paige. ISBN 0-8032-8732-1.
- Dixon, Phil S. Andrew "Rube" Foster: A Harvest on Freedom's Fields. [S.l.]: Xlibris
- I Was Right On Time by Buck O'Neil. ISBN 0-684-83247-X.
- Dixon, Phil S. John "Buck" O’Neil: The Rookie, The Man, The Legacy, 1938. [S.l.]: Authorhouse
- Dixon, Phil S. Wilber "Bullet" Rogan and the Kansas City Monarchs. [S.l.]: McFarland
- Blackball Stars, as told to John Holway; a collection of first-person accounts of the Negro leagues by the men who played in them. ISBN 0-88736-094-7.
- Some Are Called Clowns by Bill Heward & Dimitri Gat (1974). The first white player with the Indianapolis Clowns tells of his 1973 season of barnstorming. ISBN 0-690-00469-9.
- Ruling Over Monarchs, Giants & Stars: Umpiring in the Negro Leagues & Beyond, by Bob Motley. First-hand account of umpiring in the dying days of Negro league ball. ISBN 1-59670-236-2.